# فولتون ووكر
فولتون ووكر (بالإنجليزية: Fulton Walker) هو لاعب كرة قدم أمريكية أمريكي، ولد في 30 أبريل 1958 في مرتينسبورغ في الولايات المتحدة، وتوفي بنفس المكان في 12 أكتوبر 2016.

## وصلات خارجية
- فولتون ووكر على موقع مرجع كرة القدم المحترفة.كوم (الإنجليزية)